# スイス北西部応用科学芸術大学
スイス北西部応用科学芸術大学（すいすほくせいぶおうようかがくげいじゅつだいがく　英：University of Applied Sciences Northwestern Switzerland、略称FHNW）は、スイス北西部のある公立大学である。
別名：北西スイス応用科学芸術大学。スイスに9つある公立の応用科学大学の1校であり、スイス第3の都市かつ北西部最大都市のバーゼルと、その近郊のオルテン・ムッテンツ(Muttenz)と、ブルック・ヴィンディッシュ(Brugg-Windisch)の4 つのキャンパスを有する。

## 歴史
スイスのバーゼル・ラントシャフト州、バーゼル・シュタット州、ゾロトゥルン州、アールガウ州間の州協定に基づいて、2006年にバーゼル応用科学大学 (FHBB)、ゾロトゥルン応用科学大学 (FHSO)、アールガウ応用科学大学 (FHA)の3つの応用科学大学および、バーゼル教育社会福祉大学、ゾロトゥルン教育大学の2つの教育系大学の合併により公立大学として設立された。その後2008年に、特にクラシック音楽界で名門校であるバーゼル音楽院が加わり，現在のスイス北西部応用科学芸術大学(FHNW)となった。

## 学部
- 工学部

- 芸術・デザイン学部

- 生命科学部

- コンピュータサイエンス・IT

- 建築・土木・地理情報学部

- ビジネス学部

- 音楽学部

- 教育学部

- 応用心理学部

- ソーシャルワーク学部

学生数は約12,000人であり、10学部に計31学科と修士課程20コースを開設している。特に、デザイン工学・芸術科学系に力を入れている。

## 日本の学生交流協定校
- 日本大学

- 大阪工業大学

- 立命館アジア太平洋大学